# Ophiomyia vibrissata
Ophiomyia vibrissata är en tvåvingeart som först beskrevs av Malloch 1913.  Ophiomyia vibrissata ingår i släktet Ophiomyia och familjen minerarflugor. Inga underarter finns listade i Catalogue of Life.